# Brennan Mejia
Brennan Alexander Mejia (15 de octubre de 1990) es un actor, modelo y artista circense estadounidense, más conocido por su papel de Oliver en la película Kaboom, y por su papel de Tyler Navarro, el Ranger Rojo de Power Rangers Dino Charge.

## Primeros años
Mejia nació en Redlands, California. Es el mediano de tres hijos, de padre hispano y madre medio italiana. Aprendió en su juventud a hablar inglés al revés y también habla un poco de español.

## Carrera
Antes de la interpretación, Mejia tuvo una primera carrera como modelo. A pesar de tener un cierto éxito, pronto se dio cuenta de que no estaba preparado para la carrera en la moda. Con esto en mente, y con el ánimo de familia y amigos, además de ayuda de los contactos que hizo como modelo, decidió tomar un nuevo rumbo en la interpretación.
Mientras comenzaba a hacer numerosas audiciones, siguió trabajando como modelo. Para su sorpresa, pronto se dio cuenta de que le encantaban los procesos de casting.
Mejia consiguió su primer papel como actor cuando apareció de invitado en la serie CSI: Miami. Otros papeles includen el de la película de 2010 de Gregg Araki Kaboom' y el de Gabriel Ramos en el episodio After Birth de American Horror Story. Durante la Power Morphicon 4 en 2014, se anunció que interpretaría  al Red Dino Charge Ranger en la siguiente temporada de Power Rangers, Power Rangers Dino Charge.

## Filmografía
| Año       | Título                              | Papel                                  | Notas |
| --------- | ----------------------------------- | -------------------------------------- | --- |
| 2007      | iCarly                              | Brennan Yubberly                       | 1 episodio. iPilot |
| 2007      | Kaadhalai                           | Karan                                  | Tamil |
| 2007      | Asal: Oru Kadhai                    | Srikumar                               | Tamil |
| 2008-2009 | Janam                               | Akash & Vinod (gemelos)                | |
| 2010      | 90210                               | Jimmy                                  | 1 episodio; Temporada 3, Episodio 6: How Much is That Liam in the Window]                                                                  |
| 2011      | Scared Sh!tless                     | Él mismo                               | 3 episodios |
| 2011      | American Horror Story: Murder House | Gabriel "Gabe" Ramos                   | 1 episodio; Temporada 1, Episodio 12: Afterbirth                                                                                           |
| 2015—2016 | Power Rangers Dino Charge           | Tyler Navarro / Red Dino Charge Ranger | Personaje Principal, serie de TV Nickelodeon                                                                                               |
| 2016      | American Ninja Warrior              | Él mismo                               | 1 episodio; Temporada 8, Episodio 1: Clasificatoria de Los Ángeles                                                                         |
| 2020      | Power Rangers Beast Morphers        | Tyler Navarro / Red Dino Charge Ranger | Invitado |
| Cine      |                                     |                                        | |
| 2009      | The Guitar                          | Hector                                 | Cortometraje; Protagonista |
| 2010      | Ishq: Yeh Dil Rehte Hai             | Danza Finster                          | Primera película en lenguaje hindi protagonizada por Shahid Kapoor, Lisa Johnson y Brennan Mejia. Brennan Mejia hace el papel antagonista. |
| 2011      | Metro                               | Charles Alvarez                        | Telefilme; Actor de reparto |